# Benetton B196
O  B196 é o modelo da Benetton na temporada de 1996 da Fórmula 1. Condutores: Jean Alesi e Gerhard Berger.

## Resultados[1]
(legenda) (em itálico indica volta mais rápida)
| Ano  | Chassi | Motor           | Pneus | N° | Pilotos        | 1   | 2   | 3   | 4   | 5   | 6   | 7   | 8   | 9   | 10  | 11  | 12  | 13  | 14  | 15  | 16  | Pontos | Posição |  |
| ---- | ------ | --------------- | ----- | -- | -------------- | --- | --- | --- | --- | --- | --- | --- | --- | --- | --- | --- | --- | --- | --- | --- | --- | ------ | ------- |  |
|      |        |                 |       |    |                |     |     |     |     |     |     |     |     |     |     |     |     |     |     |     |     |        |         |  |
|      |        |                 |       |    |                | AUS | BRA | ARG | EUR | SMR | MON | ESP | CAN | FRA | GBR | GER | HUN | BEL | ITA | POR | JPN |        |         |  |
| 1996 | B196   | Renault RS8 V10 | G     | 3  | Jean Alesi     | Ret | 2   | 3   | Ret | 6   | Ret | 2   | 3   | 3   | Ret | 2   | 3   | 4   | 2   | 4   | Ret | 68     | 3°      |  |
| 1996 | B196   | Renault RS8 V10 | G     | 4  | Gerhard Berger | 4   | Ret | Ret | 9   | 3   | Ret | Ret | Ret | 4   | 2   | 13† | Ret | 6   | Ret | 6   | 4   | 68     | 3°      |  |

† Completou mais de 90% da distância da corrida.